# Машково (Боровський район)
Машково (рос. Машково) — присілок в Боровському районі Калузької області Російської Федерації.
Населення становить 19 осіб. Входить до складу муніципального утворення Муніципальне утворення присілок Кривське.

## Історія
До 1944 року населений пункт належав до Московської області. Від 1944 року в складі Калузької області.
Від 2004 року входить до складу муніципального утворення Муніципальне утворення присілок Кривське.

## Населення
| 2002 | 2010 |
| ---- | ---- |
| 5    | ↗19  |